# جيم روك
جيم روك (بالإنجليزية: Jim Rock)‏ مواليد 12 مارس 1972 في دبلن، هو ملاكم محترف أيرلندي يصنف ضمن فئة الوزن المتوسط.

## إحصائيات
خاض خلال مسيرته 34 نزالا، فاز في 30 وخسر في 4. فاز بالضربة القاضية في 12 نزالا.

## روابط خارجية
- جيم روك على موقع بوكس ريك (الإنجليزية) (registration required)